# Sabine Waibel
Sabine Waibel (* 1972 in Wien) ist eine österreichische Schauspielerin und Hörspielsprecherin.

## Leben
Sabine Waibel studierte von 1990 bis 1993 Schauspiel am Konservatorium Wien. Danach hatte sie unter anderem Engagements am Landestheater Niederösterreich, am Staatstheater Braunschweig, Kassel und Nürnberg sowie am Berliner Hebbel-Theater.
Von 2005/06 bis 2009 war sie festes Ensemblemitglied des Schauspiel Frankfurt, wo sie unter anderem mit Gertrud von Einar Schleef zum Berliner Theatertreffen eingeladen wurde. Anschließend war sie bis 2013 am Maxim-Gorki-Theater fest engagiert, seit 2014 ist sie freischaffend tätig und war etwa am Schauspiel Köln, am Staatsschauspiel Dresden, am Deutschen Theater Berlin und 2015 am Theater am Neumarkt Zürich in der Titelrolle von Iphigenie auf Tauris zu sehen. 2018 wirkte sie in Milan Peschels Inszenierung Mephisto von Klaus Mann am Schauspiel Hannover mit.
Im ORF-Landkrimi Alles Fleisch ist Gras war sie 2014 als Adele Stadler zu sehen, im ORF/ARD-Fernsehfilm Pokerface – Oma zockt sie alle ab (2016) mit Cornelia Froboess übernahm sie die Rolle der Beatrix „Trixi“ Zimmermann. 
Im März 2020 stand sie für Dreharbeiten zum ARD-Fernsehfilm Wer einmal stirbt, dem glaubt man nicht an der Seite von Roman Knižka und Heino Ferch vor der Kamera. An der Berliner Volksbühne feierte sie im Oktober 2020 mit Eugene O’Neills Mourning Becomes Electra unter der Regie von Pinar Karabulut als Christine Premiere. Im September 2021 stand sie in Reich des Todes von Rainald Goetz am Schauspielhaus Düsseldorf auf der Bühne, im Oktober 2021 am Schauspiel Köln in Metropol nach dem Geschichtsroman von Eugen Ruge als Hilde Tal. Im September 2024 spielte sie in einer Bühnenfassung des Romanes Empusion von Olga Tokarczuk am Forster Hof in Forst im Rahmen des Lausitz-Festivals die Rolle des Wiener Schriftstellers August August.

## Filmografie (Auswahl)
- 1994: Ich gelobe
- 2013: SOKO Leipzig – Mundtot
- 2014: Landkrimi – Alles Fleisch ist Gras
- 2014: SOKO Donau – ...und raus bist du!
- 2015: Tatort: Das Muli
- 2016: Pokerface – Oma zockt sie alle ab
- 2016: SOKO Donau – Ausgeklinkt
- 2017: Aurora Borealis – Nordlicht (Aurora Borealis: Északi Fény)
- 2017: Notruf Hafenkante – Notwehr
- 2020: Wer einmal stirbt dem glaubt man nicht (Fernsehfilm)
- 2020: Letzter Wille – Fische (Fernsehserie)
- 2021, 2025: SOKO Potsdam: Mädchen ohne Namen, Liebe macht blind
- 2022: Die Toten von Salzburg – Schattenspiel (Fernsehreihe)
- 2023: Schnell ermittelt – Jakob Dinkelmann

## Hörspiele (Auswahl)
- 1996: Mini und Mauz von Christine Nöstlinger, Bearbeitung und Regie: Elisabeth Arzberger, mit Erwin Ebenbauer (ORF) – ISBN 978-3-89592-062-2
- 1996: Mini fährt ans Meer von Christine Nöstlinger, Bearbeitung und Regie: Elisabeth Arzberger, mit Erwin Ebenbauer und Maximilian Müller (ORF) – ISBN 978-3-89592-063-9
- 1996: Mini muß in die Schule von Christine Nöstlinger, Bearbeitung und Regie: Elisabeth Arzberger, mit Erwin Ebenbauer und Claudia Marold (ORF) – ISBN 978-3-89592-061-5
- 2000: Mini trifft den Weihnachtsmann von Christine Nöstlinger, Bearbeitung und Regie: Elisabeth Arzberger, mit Claudia Marold (ORF)
- 2003: Anna und die Wut und SimSalaBim von Christine Nöstlinger, mit Karl Menrad (ORF) – ISBN 978-3-89592-945-8
- 2006: Mini trifft den Weihnachtsmann und Mini muss Schi fahren von Christine Nöstlinger, Bearbeitung und Regie: Elisabeth Arzberger, mit Erwin Ebenbauer und Claudia Marold (ORF) – ISBN 978-3-8337-1738-3
- 2007: Die Süße des Lebens (2 Teile) von Paulus Hochgatterer, Bearbeitung und Regie: Steffen Moratz, mit Friedrich von Bülow, Thomas Höhne, Julika Eisinger u. a. (SWR)
- 2009: Mini ist die Größte und Mini bekommt einen Opa von  Christine Nöstlinger, Bearbeitung und Regie: Elisabeth Arzberger, mit Erwin Ebenbauer (ORF) – ISBN 978-3-8337-2489-3